# ベルボン
ベルボン株式会社はかつて存在した、東京都中野区野方に本社を置き、三脚用品の製造と販売を主業務としていた企業。
2020年8月にハクバ写真産業に事業譲渡され同社の一部門となり、のちに法人としても同社に吸収された。なお、ブランドとしてのベルボンは存続しており、ベルボン製品の販売は継続されている。

## 沿革
- 1955年3月 - （株）三星を設立。
- 1957年6月 - 三星写真工業（株）に社名変更。
- 1958年
  - 商標をベルボンとする。
  - 11月 - 現在の本社所在地に野方工場設立。
- 1966年4月 - 東京都小平市に新工場設立、野方工場を移転。
- 1969年9月 - 野方工場跡地に自社ビル完成。
- 1970年4月 - 山梨工場設立。
- 1971年6月 - 日本ベルボン精機工業（株）に社名変更。
- 1974年2月 - アメリカ合衆国にベルボンインターナショナルコーポレーションを設立。 
  - 7月 - 国内販売部門としてベルボン商事（株）を設立。
  - 8月 - 本社事務所を新宿へ移転。
- 1981年8月 - 台湾高雄加工区に台湾工場（偉如寶公司）設立。
- 1984年11月 - 台湾楠梓加工区に台湾第二工場設立。
- 1987年2月 - 台湾屏東県に台湾第三工場（雙馬興企業公司）を設立。
- 1991年11月 - 中国広東省中山市に中国工場（中山偉如寶照相器材有限公司）設立。
- 1994年3月 - 台湾工場（偉如寶公司）を雙馬興企業公司へ統合。
- 2001年12月 - 日本ベルボン精機工業（株）が、三星商事（株）と合併。
- 2002年1月 - 東京都中野区野方に新社屋完成。本社移転。
- 2004年9月 - 日本ベルボン精機工業（株）がベルボン商事（株）と合併。ベルボン株式会社に社名変更。
- 2005年6月 - 中国広東省中山市に中国工場（中山宝展五金塑胶制品有限公司）設立。
- 2014年2月 - 中国広東省中山市に中国工場（中山奕光鎂合金科技有限公司）設立。
- 2020年8月1日 - ハクバ写真産業に三脚の企画・設計・開発および修理事業を譲渡を発表[3]。8月3日からは、ハクバ写真産業の窓口が、ベルボン製品の修理とサポートを受け付けることとなった[4]。
- 2021年12月1日 - 同日を持って法人自体もハクバに吸収され解散した。

## 主な取扱商品
- 三脚、一脚
  - カーボン三脚
  - トラベル三脚
  - カメラ三脚
  - ビデオ三脚
  - 一脚・ポール
- 雲台
- アクセサリー
  - 三脚ケース
  - 三脚用ホルダー
- スマートフォンアクセサリー